# Бранч, Брайан
Брайан Амани Бранч (англ. Brian Amani Branch; 22 октября 2001, Фейетвилл, Джорджия) — профессиональный американский футболист, сэйфти клуба НФЛ «Детройт Лайонс». На студенческом уровне выступал за команду Алабамского университета. Победитель плей-офф национального чемпионата сезона 2020 года. На драфте НФЛ 2023 года был выбран во втором раунде.

## Биография
Брайан Бранч родился 22 октября 2001 года в Фейетвилле, Джорджия. Учился в старшей школе Сэнди-Крик, в составе её команды играл на позициях сэйфти и принимающего. Школу окончил обладателем рекорда команды по количеству сделанных перехватов. В 2020 году входил в десятку лучших молодых сэйфти в стране по версиям специализирующихся на оценке игроков сайтов 247Sports, Rivals и PrepStar. Участвовал в матче всех звёзд школьного футбола. После окончания школы получил спортивную стипендию в Алабамском университете.

### Любительская карьера
В футбольном турнире NCAA Бранч дебютировал осенью 2020 года. Он принял участие в двенадцати играх команды, три начал в стартовом составе. Сезон он завершил с 27 захватами и двумя перехватами, став вместе с «Кримсон Тайд» победителем плей-офф национального чемпионата. В финальной игре против «Огайо Стейт Бакайс» Бранч сделал четыре захвата и сбил три передачи. В 2021 году он сыграл в пятнадцати матчах, став лучшим в команде по количеству сбитых мячей. Второй сезон подряд он сыграл в финале плей-офф, в игре с «Джорджией» на его счету было три захвата и подобранный фамбл.
В сезоне 2022 года Бранч сыграл тринадцать матчей, все в основном составе. Сделанные им 90 захватов стали третьим результатом в команде, он также записал на свой счёт три сэка, два перехвата и тачдаун на возврате панта. По итогам года CBS, ESPN и Pro Football Focus включили его в состав символической сборной звёзд NCAA, агентство Associated Press выбрало Бранча во вторую команду звёзд конференции SEC.

#### Статистика выступлений в NCAA
| Сезон | Команда              | Игры | Захваты | Захваты | Захваты | Захваты | Захваты | Перехваты | Перехваты | Перехваты | Перехваты | Перехваты | Фамблы | Фамблы | Фамблы | Фамблы |
| Сезон | Команда              | Игры | Solo    | Ast     | Tot     | Loss    | Sk      | Int       | Yds       | Y/R       | TD        | PD        | FR     | Yds    | TD     | FF     |
| ----- | -------------------- | ---- | ------- | ------- | ------- | ------- | ------- | --------- | --------- | --------- | --------- | --------- | ------ | ------ | ------ | ------ |
| 2020  | Алабама Кримсон Тайд | 12   | 19      | 8       | 27      | 0,5     | 0,0     | 2         | 30        | 15,0      | 0         | 7         | 0      | 0      | 0      | 0      |
| 2021  | Алабама Кримсон Тайд | 15   | 34      | 21      | 55      | 5,0     | 1,0     | 0         | 0         | 0,0       | 0         | 9         | 1      | 0      | 0      | 0      |
| 2022  | Алабама Кримсон Тайд | 13   | 58      | 32      | 90      | 14,0    | 3,0     | 2         | 2         | 1,0       | 0         | 7         | 0      | 0      | 0      | 0      |
| Всего | Всего                | 40   | 111     | 61      | 172     | 19,5    | 4,0     | 4         | 32        | 8,0       | 0         | 23        | 1      | 0      | 0      | 0      |

### Профессиональная карьера
Перед драфтом НФЛ 2023 года Бранч занимал первое место среди сэйфти по версии издания Bleacher Report. Аналитик Кори Гиддингс среди сильных сторон игрока называл его универсальность и умение действовать на различных позициях, понимание маршрутов принимающих, быстроту, технику работы руками, полезность в блиц-розыгрышах. К минусам он относил недостаточную скорость, а также склонность к нарушениям правил, вызванным потерей мяча из виду. Кайл Стэкпол из CBS Sports выделял лидерские качества Бранча и его надёжность на захватах, но отмечал недостаток мышечной массы.
На драфте Бранч был выбран «Детройтом» во втором раунде под общим 45-м номером. В июле он подписал с клубом четырёхлетний контракт. Детали соглашения не разглашались, сайт Spotrac оценивал сумму соглашения в 8 млн долларов. В регулярном чемпионате НФЛ он дебютировал в матче первой недели против «Канзас-Сити Чифс». В третьей четверти Бранч перехватил передачу Патрика Махоумса и занёс 50-ярдовый тачдаун на возврате. Последним игроком «Лайонс», заработавшим тачдаун после перехвата в дебютной игре в карьере был Лем Барни, сделавший это в 1967 году.

#### Статистика выступлений в НФЛ

##### Регулярный чемпионат
| Сезон | Команда        | Игры | Захваты | Захваты | Захваты | Захваты | Захваты | Перехваты | Перехваты | Перехваты | Перехваты | Перехваты | Фамблы | Фамблы | Фамблы | Фамблы |
| Сезон | Команда        | Игры | Solo    | Ast     | Tot     | Loss    | Sk      | Int       | Yds       | Y/R       | TD        | PD        | FR     | Yds    | TD     | FF     |
| ----- | -------------- | ---- | ------- | ------- | ------- | ------- | ------- | --------- | --------- | --------- | --------- | --------- | ------ | ------ | ------ | ------ |
| 2023  | Детройт Лайонс | 1    | 2       | 1       | 3       | 0       | 0,0     | 1         | 50        | 50,0      | 1         | 1         | 0      | 0      | 0      | 0      |
| Всего | Всего          | 1    | 2       | 1       | 3       | 0       | 0,0     | 1         | 50        | 50,0      | 1         | 1         | 0      | 0      | 0      | 0      |

* На 9 сентября 2023